# Trond Kirkvaag
Trond Georg Kirkvaag, född 21 juni 1946 i Oslo, död 16 november 2007 i Oslo, var en norsk komiker och skådespelare, som under mer än 30 år skapade TV-underhållning för det norska statliga radio- och televisionsbolaget Norsk Rikskringkasting (NRK).
Trond Kirkvaag är i Sverige mest känd som Brumund Dal, en av bröderna i TV-serierna om Bröderna Dal, som sändes i svensk TV på 1980- och 1990-talen. Kirkvaag uppträdde tillsammans med Knut Lystad och Lars Mjøen, i Norge kända som KLM, efter initialerna i deras efternamn. 
I början av sin karriär samarbetade Kirkvaag med Jon Skolmen i flera TV-produktioner. Med en av dessa vann de Chaplinpriset på Montreuxfestivalen 1973. År 1976 vann de såväl guldrosen som  Chaplinpriset och presspriset i Montreux för programmet "Rundkast om kringkasting". 
Trond Kirkvaag var son till radiomannen Rolf Kirkvaag (1920–2003). 